# Districtul Tokaj
Tokaj (în maghiară Tokaji járás) este un district în județul Borsod-Abaúj-Zemplén, Ungaria.
Districtul are o suprafață de 255,8 km2 și o populație de 13.383 locuitori (2013).